# J-Popcon
J-Popcon est une convention d'anime ayant lieu au Danemark.

## Organisation
La convention a lieu au DGI-byen (da) et au Øksnehallen (da),.